# San’yūtei Enchō

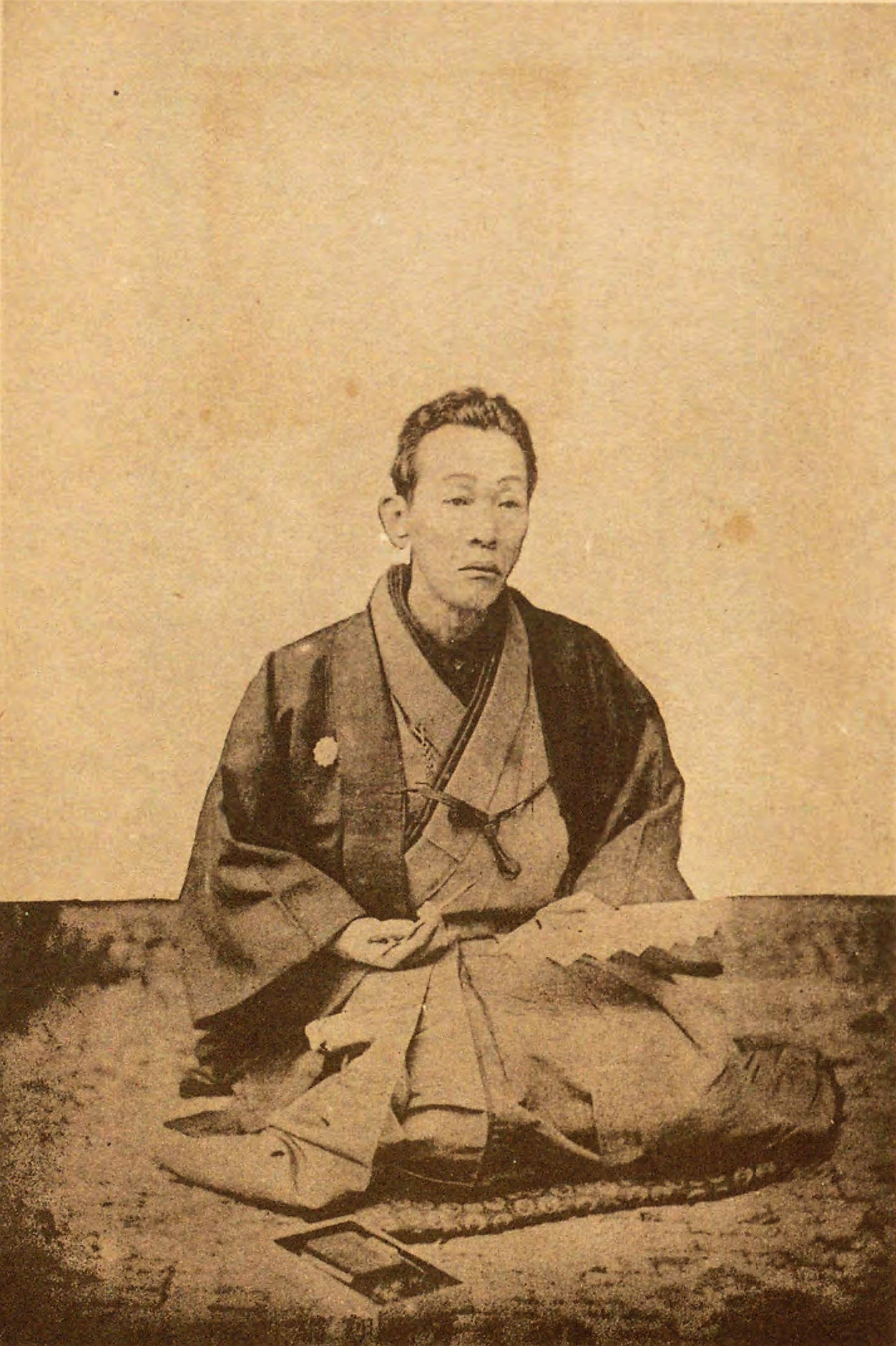
San’yūtei Enchō beim Auftritt

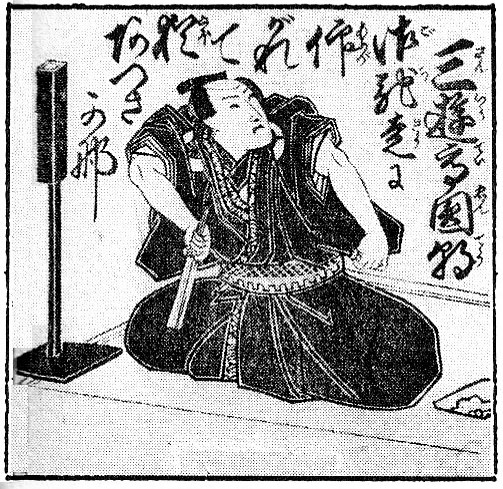
San’yūtei Enchō beim Auftritt

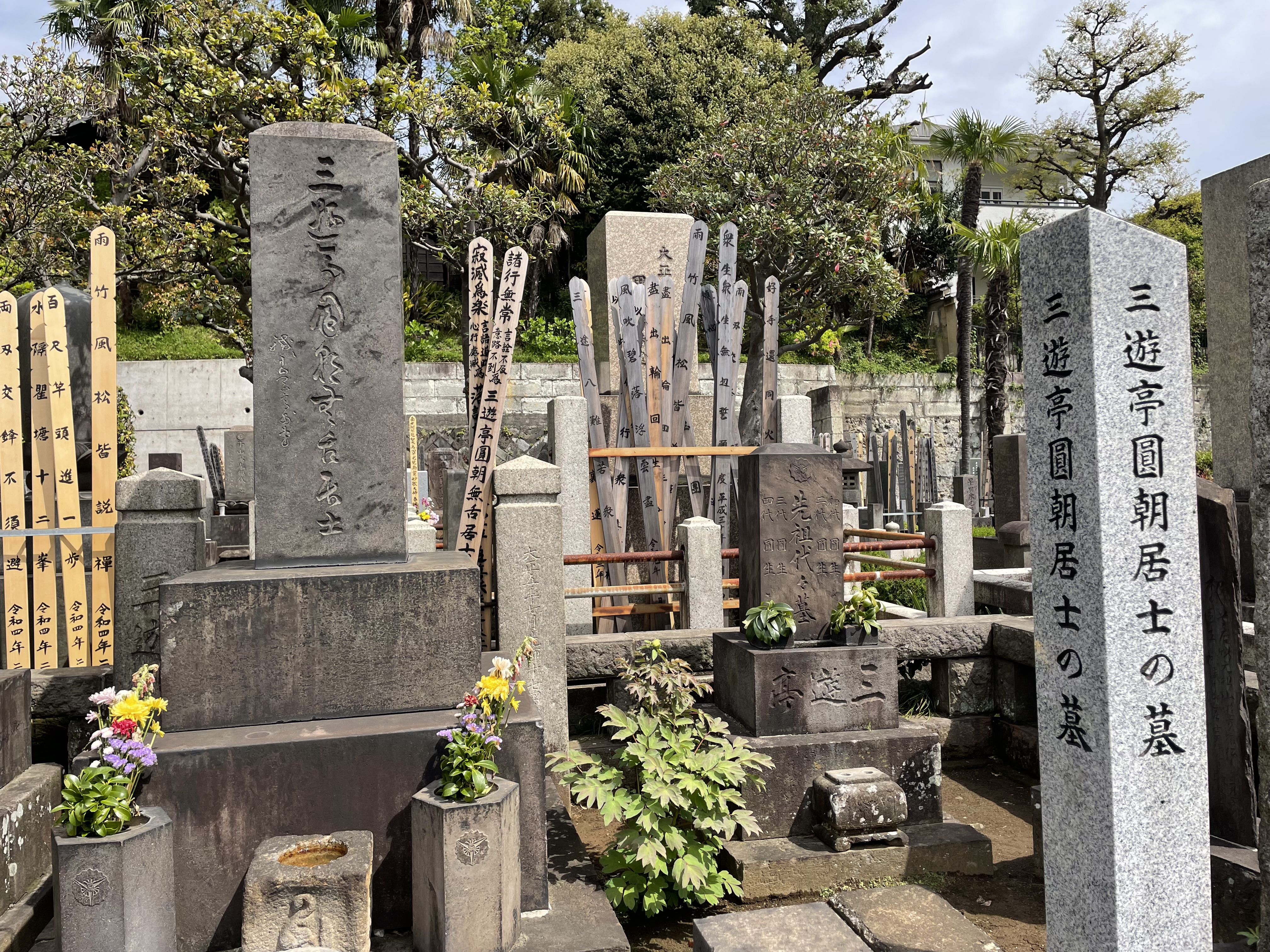
Grab am Tempel Zenshōan

San’yūtei Enchō (japanisch 三遊亭 圓朝, eigentlich Izubuchi Jirōkichi; geboren 13. Mai 1839 in Edo (Provinz Musashi); gestorben 11. August 1900 in Tokio) war ein japanischer Rezitator im Rakugo-Stil.

## Leben und Wirken
San’yūtei Enchō wurde als Sohn von Tachibanaya Entarō (橘家 圓太郎) geboren, der als San’yutei Enshō III. (三遊亭 圓生 ３代) auftrat. Im Alter von 7 Jahren nahm er den Namen Koenta (小圓太) an und trat in Vaudeville-Aufführungen auf. Auf Anraten seines Halbbruders Genshō (玄昌), eines Mönchs der Rinzai-Richtung des Buddhismus, legte er eine Pause ein und machte eine Lehre im Kasaiya (葛西), einem Papierladen am Teich Ike-no-hata (池の端) im Stadtteil Ueno und lernte unter Utagawa Kuniyoshi Farbholzschnitte im Stil des Ukiyo-e. Er lebte zu der Zeit mit seiner Mutter im Tempel Chōanji (長安寺) im Stadtteil Yanaka, wo Genshō lebte, und widmete sich dem Studium des Buddhismus. Dies hatte einen starken Einfluss auf Enchōs Verfassen von Geistergeschichten in späteren Generationen.
Später entschied er sich dann doch für eine Karriere als Rakugo-Künstler. Er wurde Schüler von rte Enshō II. und änderte seinen Namen im Alter von 17 Jahren in Enchō und gewann mit seinen auf menschlichen Erfahrungen basierenden Darbietungen allmählich an Popularität. 1864, im Alter von 26 Jahren, war er ein großer Hit in den Tagesvorstellungen im Koriba (垢離場) im Stadtteil Ryogoku. 1872 bildete er seinen Schüler Enraku (円楽) zu seinem Nachfolger als Enshō III., übergab alle Utensilien, die er bei Auftritten benutzte und benutzte selbst ab da nur einen Fächer.
1891, im Alter von 53 Jahren, zog sich Enchō von Auftritten auf der hohen Bühne zurück und verbrachte mehrere Jahre damit, auf gleicher Höhe mit den Zuhörern aufzutreten. 1898 kehrte er auf die Bühne zurück, um seine Schüler zu unterstützen. Er trat noch in verschiedenen Sälen auf, wurde aber krank und starb am 11. August 1900 zu Hause in Tokio.
Der Haiku „Schließe deine Augen und höre aufmerksam auf das Rauschen des Taus“ ist als Abschied überliefert. Vor dem Hintergrund der in „Kamagafuchi“ und „Botan doro“ beschriebenen Vorstellungen von Karma, Vergeltung und Reinkarnation zeigt dieses Haiku den von Enchō erreichten Zustand der Befreiung. Enchō hat mit seinen Edo-Rakugo, den Geistergeschichten, Spielgeschichten, Geschichten menschlicher Emotionen den Weg für die Entwicklung des modernen Rakugo geebnet. Er war auch mit Yamaoka Tesshu und Inoue Kaoru befreundet und trug dazu bei, den sozialen Status der Rakugo-Vortragenden zu erhöhen.
San’yūtei Enchōs Werke sind im Jahr 1976 als „Enchō zenshū“ (円朝全集) in acht Bänden, zum Teil über stenografische Notierungen von Auftritten, veröffentlicht.

## Werke
Unter den vielen Schöpfunge von Enchō sind die Geistergeschichten in voller Länge hervorzuhebem:
- „Shinkei Kame-ga-fuchi“ (真景累ヶ淵) – „Wirkliche Ansicht Kame-ga-fuchi“,
- „Kaidan Botan-Dōro“ (怪談牡丹灯籠) – „Gespenstergeschichte Pfingstrosenlaterne“,
- „Kaidan Chibusae-no-Ki“ (怪談乳房榎(ちぶさえのき)) – „Gespenstergeschichte Brustwarzen-Zürgelbaum“.

Zu den dramatischen Geschichten gehören
- „Kikumoyō sarayama kidan“ (菊模様皿山奇談) – „Chrysanthemenmuster-Sarayama seltsams Geschichte“
- „Midori no Hayashikado Matsutake“ (緑林門松竹) – „Gründe Waldecke Kiefer und Bambus“,
- „Futatsu Chōchō Yuki-no-ko wakare“ (双蝶々雪の子別れ) – „Zwei Schmetterlingen Schnee-Kind-Abschied“,

Zu den biografischen Werken gehören:
- „Okurezaki Haruna no Umegaka“ (後開榛名梅ヶ香),
- „Annaka Sōzaburō“ (安中草三郎) über einen Dieb in der Edo-Zeit,
- „Shiobara Tasuke Ichidaiki“ (塩原多助一代記) über einen reichen Händler in der Edo-Zeit und
- „Tsukini Uta Ogie no Hitofushi“ (月謡荻江一節),

Zu den „Rührenden Geschichten“ (人情噺, Ninjō-banashi) gehören:
- „Bunshichi Mottoi“ (文七元結),
- „Awataguchi Fuetake“ (粟田口霑笛竹),
- „Narihira Bunji Hyōryū-kidan“ (業平文治 漂流奇談)
- „Kataki Uchifudasho no Reigen“ (敵討札所の霊験),
- „Kirigakure Ikaho no Yukemuri“ (霧隠伊香保湯煙),
- „Atami Miyage Ideyu no Kikigaki“ (熱海土産温泉利書),
- „Seidan Tsuki no Kagami“ (政談月の鏡),
- „Yamiyo no Ume“ (闇夜の梅),
- „Matsu to Fuji Geisha no kaemon“ (松と藤芸妓の替紋),
- „Misa-okarabe Onnagakkō“ (操競女学校),
- „Umewaka Shichibei“ (梅若 七兵衛),

Zu den Neufassungen gehören
- „Meijin Kurabe“ (名人くらべ) – „Meister im Vergleich“,
- „Seiyōjin Eikoku Kōshi no den“ (西洋人情噺英国孝子のでん) – Überlieferung zu einem Engländer, der seine Kinepflicht erfüllte[A 2],
- „Matsu-no-Misao Bijin no Ikiume“ (松操美人の生埋) – „Das Leben der schönen Matsuno Misao“,
- „Ōshū Shōsetsu Kōshō-bi“ (欧州小説黄薔薇) – „Europäische Romane – Gelbe Bücher“[A 3],
- „Meijin Chōni“ (名人長二) – „Meister Chōni“,
- „Fukurokuju“ (福禄寿), einer der „Sieben Glücksgötter“.

Darüber hinaus gibt es viele Geschichten, die einen humanistischen Charakter haben:
- „Kajikazawa“ (鰍沢),
- „Daibutsu Mochi“ (大仏餅) – „Mochi des Großen Buddha“,
- „Kogane Mochi“ (黄金餅) – „Mochi aus Gold“,
- „Shinigami“ (死神) – „Todesengel“,
- „Shingan“ (心眼) – „Das innere Auge“,
- „Shizoku no Shōō“ (士族の商法) – „Samurai-Handelsrecht“,
- „Nyū“ (にゅう) – „Muttermilch“,
- „Warai Take“ (笑い茸) – „Lachende Pilze“,